# Architeuthis
Architeuthis is een geslacht van grote pijlinktvissen. Aanvankelijk dacht men dat deze reuzeninktvissen de grootste ongewervelde dieren op aarde waren, maar de kolossale inktvis (Mesonychoteuthis hamiltoni) wordt vermoedelijk nog groter.
Er is een twintigtal Architeuthis-soorten beschreven maar aangenomen wordt dat dit steeds om dezelfde soort gaat die meerdere keren opnieuw beschreven is, en dat het geslacht in feite maar een soort omvat: Architeuthis dux.
Over het algemeen is weinig bekend over reuzeninktvissen. Van de informatie die wél beschikbaar is, is veel afkomstig van overblijfselen van dode exemplaren uit de maaginhoud van gevangen potvissen, exemplaren die worden gevangen in diepzeenetten, en aangespoelde overblijfselen. 

## Kenmerken en lichaamsbouw

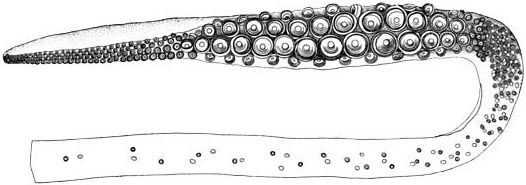
Vangtentakel van een Architeuthis

Bij reuzeninktvissen is er sprake van seksuele dimorfie: vrouwtjes zijn groter dan mannetjes. Ze bereiken respectievelijk een lengte van 13 meter en 10 meter en een gewicht van 275 kg en 150 kg. De mantel wordt normaal gezien niet langer dan 2,25 meter. Hoewel er enkele reuzeninktvissen van 18 meter lang zijn beschreven, wordt de wetenschappelijke waarde van dergelijke observaties betwist. Ruwweg twee derde van de lichaamslengte wordt gevormd door de twee lange vangtentakels, waarmee de prooi naar de snavelachtige bek wordt gebracht. Ze hebben weerhaakjes in hun zuignappen; dit geeft hun vangtentakels extra grip. Op de huid van sommige gevangen potvissen worden sporen aangetroffen van zuignappen van reuzeninktvissen met een diameter van 2 tot 5 cm.
De ogen van Architeuthis-soorten, soms zo groot als een voetbal, behoren tot de grootste in het dierenrijk.
Reuzeninktvissen regelen hun drijfvermogen door de verhouding tussen de ammoniak- en natriumionen in hun lichaam te reguleren.
Reuzeninktvissen beschikken net als andere inktvissen over een inktzak, en kunnen van kleur veranderen.
In de maaginhoud van dode reuzeninktvissen zijn onder andere (vaak niet identificeerbare) resten van vissen, andere inktvissen, kreeftachtigen en tweekleppigen aangetroffen. Maar er zijn ook resten aangetroffen die vermoedelijk afkomstig zijn van andere reuzeninktvissen; wellicht is er dus sprake van kannibalisme.

## Voortplanting en levenscyclus
Hoe de voortplanting bij reuzeninktvissen precies in zijn werk gaat is onbekend. Een hectocotylarm is bij de mannetjes niet aanwezig. Autopsies hebben uitgewezen dat mannelijke reuzeninktvissen beschikken over een goed ontwikkelde penis, tot een meter lang. Met deze penis brengt het mannetje vermoedelijk zijn spermatoforen (spermapakketjes) in de armen van de vrouwelijke reuzeninktvis.
Bij de vrouwelijke reuzeninktvis komen de onbevruchte eieren via de eileider in de mantel terecht waar ze worden opgevangen in een geleiachtige substantie. Zo wordt er een bolvormige ei-massa (ongeveer een halve meter in diameter) gevormd die vermoedelijk via de sifon buiten het lichaam wordt gebracht en daar wordt vastgehouden door de armen van de inktvis. Daar zou deze ei-massa door absorptie van zeewater een diameter bereiken van één tot twee meter. Het is echter onbekend hoe de spermatoforen bij de eieren kunnen komen om ze te bevruchten. Een theorie stelt dat chemicaliën van de ei-massa de 10 cm lange spermatoforen (die als parasieten verblijven in de armen van de vrouwelijke inktvis) activeren zodat ze migreren naar de ei-massa en daar uiteenvallen in afzonderlijke zaadcellen die de eieren kunnen bevruchten. De ei-massa zou dan na de bevruchting worden losgelaten en overgelaten aan de stroming. Vermoedelijk drijven de eieren een drietal weken rond voordat ze uitkomen en worden meegenomen door de stroming naar oppervlaktewateren. Als ze daar anderhalfmaal zo groot zijn geworden als toen ze uit het ei kwamen zouden ze weer afdalen naar diepere wateren om hun levenscyclus te voltooien.

## Natuurlijke verspreiding

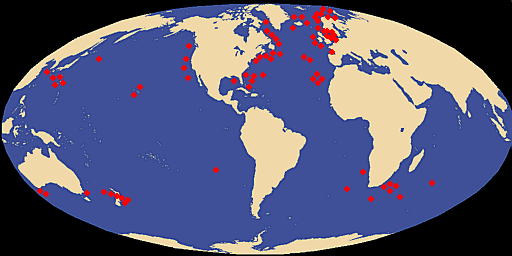
Locaties van waarnemingen tot 2014

De dieren zijn aangetroffen op diepten tussen de 300 en 1500 meter (misschien nog dieper) en in alle oceanen. Ze worden soms gevangen in diepzeenetten en ze vormen het voedsel van onder andere de potvis.
In de zuidelijke delen van de Indische Oceaan rond de Kerguelen is predatie door sluimerhaaien (Somniosidae) op de Atlantische reuzeninktvis en de kolossale inktvis aangetoond.

### Waarnemingen
In 1933 werd er in Nieuw-Zeeland een exemplaar gevangen van 22 meter totaal.
Op 30 september 2004 slaagden de Japanse wetenschappers Tsunemi Kubodera en Kyoichi Mori er als eersten in om beelden te maken van een reuzeninktvis in zijn natuurlijke leefomgeving. Op 27 september 2005 maakten ze de resultaten van hun onderzoek en de beelden openbaar in het vakblad Proceedings of the Royal Society.
Het ging om een acht meter lang exemplaar. DNA-onderzoek van een van de vangtentakels die vast bleef haken aan de camera (die met lokaas was opgesteld op 900 meter diepte in het noorden van de Grote Oceaan) wees uit dat het inderdaad om een Architeuthis-soort ging. Uit de beelden werd opgemaakt dat de reuzeninktvis een veel actievere jager was dan voorheen werd gedacht.
In juli 2012 werd een levende reuzeninktvis van drie meter op camera vastgelegd vlak bij de Japanse Ogasawara-eilanden.
Op 28 december 2015 werd er een 3,7 meter lang exemplaar gezien en gefilmd in de Baai van Toyama in Japan. Dit was een zeer uitzonderlijke aangelegenheid, omdat deze soort zich nauwelijks levend in de buurt van het wateroppervlak laat zien.

## Wetenschappelijke naam
Japetus Steenstrup besprak in 1856 een in 1546, tijdens de regering van Christiaan III, in de Sont gevangen zeemonnik, die de gemoederen nog lang had beziggehouden. In 1853 was er opnieuw sprake van zo'n zeemonster, ditmaal aangespoeld. Steenstrup vergeleek de kaken ervan met die van andere inktvissen (Gonatus fabricii, Loligo forbesii, Ommatostrephes pteropus), en concludeerde dat het om een andere, veel grotere soort moest gaan. In dezelfde bespreking noemde hij een andere gigantische inktvis, die in de Atlantische Oceaan was opgevist door kapitein Von Hygom, van wie hij al eerder belangwekkende vangsten had ontvangen. Van dit dier kon hij tekeningen presenteren van een arm met zuignappen en van het rugschild. Deze soort gaf hij de naam Architeuthis dux. Ervan uitgaande dat het bij de in 1853 aangespoelde inktvis om dezelfde soort ging als die in 1546 was gevangen, plaatste hij die voorlopig als Architeuthis monachus in hetzelfde geslacht, maar zonder er een beschrijving van te geven.

## Synoniemen
- Megaloteuthis Kent, 1874
  - type: Megaloteuthis harveyi Kent, 1874
- Dinoteuthis More, 1875
  - type: Dinoteuthis proboscideus More, 1875
- Mouchezis Velain, 1877
  - type: Mouchezis sanctipauli Velain, 1877
- Megateuthis Hilgendorf, 1880
  - type: Megateuthis martensii Hilgendorf, 1880
- Plectoteuthis Owen, 1881
  - type: Plectoteuthis grandis Owen, 1881
- Steenstrupia Kirk, 1882
  - type: Steenstrupia stockii Kirk, 1882
- Dubioteuthis Joubin, 1900
  - type: Dubioteuthis physeteris Joubin, 1900

## Soorten
In de loop der tijd zijn diverse soorten reuzeninktvissen beschreven en benoemd. Van veel van die namen wordt aangenomen dat ze niet meer zijn dan synoniemen voor een al eerder gepubliceerde naam. Schattingen over het aantal soorten in dit geslacht lopen uiteen, waarbij zelfs de mogelijkheid wordt opengehouden dat dit geslacht maar één soort reuzeninktvis omvat. In 2013 publiceerde Inger Winkelmann samen met 14 collega's een artikel over een onderzoek waarin de genetische variatie van 43 recent genomen weefselmonsters van reuzeninktvissen werd besproken. Die variatie was zo klein dat de onderzoekers meenden te kunnen stellen dat er maar één kosmopolitische soort Architeuthis is. In hun onderzoek werden echter geen monsters geanalyseerd van in musea bewaard type-materiaal van onder andere namen beschreven soorten.
- Architeuthis dux Steenstrup, 1857
  - holotype: ZMUC, 31°N, 76°W (Atlantische Oceaan)
- Architeuthis monachus Steenstrup, 1860[noot 1]
  - holotype: ZMUC, Raabjerg Strand, Noordwestkust van Jutland, Denemarken
- Architeuthis bouyeri (Crosse & Fischer,1862)
  - Loligo bouyeri Crosse & Fischer, 1862
- Architeuthis harveyi (Kent, 1874)
  - holotype: YPM 12600y
- Architeuthis proboscideus (More, 1875)
- Architeuthis mouchezi Velain, 1875, nomen nudum
- Architeuthis princeps Verrill, 1875
- Architeuthis hartingii (Verrill, 1875)
  - Loligo hartingii Verrill, 1875
  - holotype: Universiteit van Utrecht, als Architeuthis dux
- Architeuthis titan Steenstrup, 1875, nomen nudum
- Architeuthis sanctipauli (Velain, 1877) – Zuidelijke Oceaan
  - holotype: MNHN 3-2-658 en 3-2-659, Saint-Paul, op het strand, 38°43'Z, 77°32'O, (Indische Oceaan)
- Architeuthis megaptera Verrill, 1878 = Sthenoteuthis pteropus (Steenstrup,1855)
- Architeuthis martensii (Hilgendorf, 1880)[18] – Noordpacifisch gebied
- Architeuthis grandis (Owen, 1881)
  - holotype: BMNH
- Architeuthis stockii (Kirk, 1882)
  - holotype: NMNZ M.125405 plus M.125403, Straat Cook, Nieuw-Zeeland
- Architeuthis verrilli Kirk,1882, species dubium
  - holotype: NMNZ, Island Bay, Straat Cook, Nieuw-Zeeland
- Architeuthis kirkii Robson, 1887
  - holotype: NMNZ M.125404 plus M.125406, Cape Campbell, Nieuw-Zeeland
- Architeuthis longimanus Kirk, 1888
  - holotype: NMNZ, Lyall Bay, Nieuw-Zeeland
- Architeuthis physeteris (Joubin, 1900)
  - holotype: MOM station 588, Azoren, 38°34'45"N, 29°37'W (uit de maag van een potvis)
- Architeuthis japonica Pfeffer, 1912
- Architeuthis clarkei Robson, 1933
  - holotype: BMNH 1933.1.30.5, Scarborough Beach, Yorkshire
- Architeuthis nawaji Cadenat, 1935